# Calandula
Calandula è una municipalità dell'Angola appartenente alla provincia di Malanje. Ha 202.443 abitanti (stima del 2006) ed una superficie di 8.358 km².
Il capoluogo è Calandula.